# Киндешть-Вале
Киндешть-Вале, Киндешті-Вале (рум. Cândești-Vale) — село у повіті Димбовіца в Румунії. Адміністративний центр комуни Киндешть.
Село розташоване на відстані 100 км на північний захід від Бухареста, 26 км на північний захід від Тирговіште, 139 км на північний схід від Крайови, 70 км на південний захід від Брашова.

## Населення
За даними перепису населення 2002 року у селі проживали 1189 осіб, усі — румуни. Усі жителі села рідною мовою назвали румунську.